# Meseta de Ancomarca
La meseta de Ancomarca es una meseta en los Andes, la misma se encuentra a 4115 m s. n. m. En la meseta de Ancomarca se encuentra el hito fronterizo tripartito que marca el punto de encuentro de los límites geográficos de Perú, Bolivia y Chile.
Es una zona de clima extremo y muy inhóspita habitada por comunidades aymara de la etnia pacaje. En su entorno se encuentran las comunidades de Ancomarca en Perú; Charaña en Bolivia y Visviri en Chile.

## Triple frontera
La ubicación de esta triple frontera fue definida en el Tratado de Lima, en 1929; y corresponde al hito número 80. Es de notar que en Bolivia se ubica el hito fronterizo número 5 tal como lo define el del Tratado de Paz y Amistad de 1904 entre Bolivia y Chile; dicho hito ha sido reemplazado por un obelisco, con tres laterales con la bandera de cada uno de los tres países.

## Clima
El clima en la meseta de Ancomarca, según la clasificación climática de Köppen, es un semiárido frío (BSk), con patrones de templado subhúmedo, propios de la región andina. Las temperaturas son frescas durante todo el año debido a la altitud a la que se encuentra. El mes más cálido es diciembre con una media de 11.1 °C y el más frío es julio con una media de 3.5 °C. Llueve de manera regular en verano y el resto del año escasea. Anualmente llueven unos 322 mm y aproximadamente el 94% de este monto cae en los 6 meses más cálidos.
| Parámetros climáticos promedio de Meseta de Ancomarca (Visviri) | Parámetros climáticos promedio de Meseta de Ancomarca (Visviri) | Parámetros climáticos promedio de Meseta de Ancomarca (Visviri) | Parámetros climáticos promedio de Meseta de Ancomarca (Visviri) | Parámetros climáticos promedio de Meseta de Ancomarca (Visviri) | Parámetros climáticos promedio de Meseta de Ancomarca (Visviri) | Parámetros climáticos promedio de Meseta de Ancomarca (Visviri) | Parámetros climáticos promedio de Meseta de Ancomarca (Visviri) | Parámetros climáticos promedio de Meseta de Ancomarca (Visviri) | Parámetros climáticos promedio de Meseta de Ancomarca (Visviri) | Parámetros climáticos promedio de Meseta de Ancomarca (Visviri) | Parámetros climáticos promedio de Meseta de Ancomarca (Visviri) | Parámetros climáticos promedio de Meseta de Ancomarca (Visviri) | Parámetros climáticos promedio de Meseta de Ancomarca (Visviri) |
| Mes                                                             | Ene.                                                            | Feb.                                                            | Mar.                                                            | Abr.                                                            | May.                                                            | Jun.                                                            | Jul.                                                            | Ago.                                                            | Sep.                                                            | Oct.                                                            | Nov.                                                            | Dic.                                                            | Anual                                                           |
| --------------------------------------------------------------- | --------------------------------------------------------------- | --------------------------------------------------------------- | --------------------------------------------------------------- | --------------------------------------------------------------- | --------------------------------------------------------------- | --------------------------------------------------------------- | --------------------------------------------------------------- | --------------------------------------------------------------- | --------------------------------------------------------------- | --------------------------------------------------------------- | --------------------------------------------------------------- | --------------------------------------------------------------- | --------------------------------------------------------------- |
| Temp. máx. abs. (°C)                                            | 22.6                                                            | 22.8                                                            | 22.0                                                            | 20.1                                                            | 19.7                                                            | 19.2                                                            | 19.0                                                            | 19.9                                                            | 22.3                                                            | 23.6                                                            | 23.8                                                            | 23.1                                                            | 23.8                                                            |
| Temp. máx. media (°C)                                           | 18.6                                                            | 18.4                                                            | 17.8                                                            | 17.0                                                            | 16.0                                                            | 15.5                                                            | 12.8                                                            | 13.7                                                            | 15.6                                                            | 18.7                                                            | 20.6                                                            | 20.0                                                            | 17.1                                                            |
| Temp. media (°C)                                                | 10.2                                                            | 9.9                                                             | 9.3                                                             | 8.6                                                             | 6.5                                                             | 4.2                                                             | 4.1                                                             | 5.2                                                             | 7.2                                                             | 9.1                                                             | 10.4                                                            | 10.5                                                            | 7.9                                                             |
| Temp. mín. media (°C)                                           | 2.5                                                             | 2.0                                                             | 1.4                                                             | -1.5                                                            | -4.6                                                            | -5.2                                                            | -5.8                                                            | -5.0                                                            | -2.1                                                            | -0.5                                                            | 1.6                                                             | 2.2                                                             | -1.3                                                            |
| Temp. mín. abs. (°C)                                            | -7.2                                                            | -5.2                                                            | -8.9                                                            | -11.5                                                           | -17.6                                                           | -17.1                                                           | -19.3                                                           | -19.9                                                           | -18.0                                                           | -14.2                                                           | -12.6                                                           | -11.1                                                           | -19.9                                                           |
| Precipitación total (mm)                                        | 110                                                             | 72                                                              | 52                                                              | 13                                                              | 2                                                               | 1                                                               | 0                                                               | 2                                                               | 1                                                               | 7                                                               | 15                                                              | 47                                                              | 322                                                             |
| Fuente: OGIMET                                                  |                                                                 |                                                                 |                                                                 |                                                                 |                                                                 |                                                                 |                                                                 |                                                                 |                                                                 |                                                                 |                                                                 |                                                                 |                                                                 |